# 오이타역
오이타역(일본어: 大分駅)은 일본 오이타현 오이타시에 있는 규슈 여객철도의 철도역이다.

## 개요
오이타현의 현청 소재지인 오이타 시의 대표 역이며, 이 역을 경유하는 전 열차가 정차한다. 닛포 본선, 규다이 본선, 호히 본선의 합계 3개 노선이 노선 연장하고 있어, 역 으로서는 닛포 본선을 소속선으로 하고 있다.
닛포 본선은 기점인 고쿠라역부터 이 역까지는 히지 역 - 기쓰키 역간, 나카야마가 역 - 다테이시 역간을 제외하고 복선화되어 있지만, 이 역 이남은 종점인 가고시마역까지 전 노선 단선이 된다. 이 역 이북에 운행되는 특급 소닉과 이 역 이남에 운행되는 특급 니치린(일부 이 역을 걸쳐 운행되는 열차도 있다)의 접속 역이 되고 있고, 보통 열차도 이 역으로 되돌아오는 것이 많다.
규다이 본선은 이 역을 종점으로 하고 있다. 호히 본선은 이 역을 기점으로 하고 있지만, 열차 운행 상에서는 이 역으로 도착하는 열차가 하행, 이 역을 발차하는 열차가 상행으로서 취급하고 있다.
2008년 8월에 규다이 본선과 호히 본선이 먼저 고가화되었고 2012년 3월 닛포 본선의 고가화 공사가 완료되었다. 부분고가화 기간에 닛포 본선과 규다이 본선 · 호히 본선과의 사이에 직통 운전은, 특별히 마련했던 이동선을 경유해서 닛포 본선 승강장에 발착하는 호히 본선의 특급 규슈 횡단 특급을 제외하고 중단되었다. 또한, 이 역은 막차의 발차 시각이 전체 3개 노선, 전 방향과도 같이 23시 30분으로 되고 있다. 이것은, 삿포로역, 가고시마 중앙역에서도 볼 수있는 형식이다.

## 역 구조 및 승강장
닛포 본선, 규다이 본선, 호히 본선을 아울러서 섬식 승강장 4면 8선과 유치선 3선으로 구성된 대규모 고가역이다.
원래 2008년 9월의 챌린지!오이타 고쿠타이까지의 전 노선 고가화를 예정했었으나, 규다이 본선 및 호히 본선 부분만 2008년 8월에 개통했고, 닛포 본선 부분은 시기에 맞출 수 없었다.
역의 북쪽(오이타 시가 중심부 쪽)을 북쪽 입구, 역 남쪽 (큰길 쪽)을 남쪽 입구로 부른다. 다만, 기존의 시가지는 북쪽 입구쪽에 편재되고 있어, 대다수의 이용자는 북쪽 입구만을 이용하기 때문에, 북쪽 입구를 가리키는 경우에는 단지 오이타 역과, 특히 남쪽 입구를 가리키는 경우에는 역리라고 불리는 일이 많아, 북쪽 입구 · 남쪽 입구라 하는 부르는 법은 일반적이지 않다. 고가화 공사는, 이 남북 지구 격차의 해소와, 남쪽의 개발 촉진을 노린 것이다. 고가화 완성에 수반해, 북쪽 입구를 후나이추오구치, 남쪽 입구를 우에노노모리구치로 개칭했다.
북쪽 입구의 개찰구는, U자형으로, 이 형태의 것으로서는 국내에서 처음으로 도입했던 것이다. 자동 개찰기가 설치되어 있지만, SUGOCA에는 미대응(2012년 이후에 도입 예정). 북쪽 입구에는 1958년에 건설되었던 철근 콘크리트 구조 3층 건물로(일부 4층 건물)의 역 빌딩이 있지만, 노후화가 진행되고 있다. 이 때문에, 고가화 완성 후 새 역사 빌딩을 지을 계획이다.
구. 남쪽 입구에는 소규모적 철근 콘크리트 구조의 역사가 있지만, 고가화 공사를 위해 2006년 9월에 폐쇄·해체되어, 그 서쪽에는 임시 역사와 개찰구가 설치되어 있었다. 2008년 8월의 고가화의 부분 완성 후, 고가 아래에 임시 역사 및 개찰구가 설치되었다.
승강장 번호는 역 북쪽 출구 서점 쪽부터 순으로 할당되고 있다. 특급 열차를 우선으로 하기 때문에 방면에 의해 타는 곳이 나뉘는 일 등은 없기 때문에, 승차할 때는 역의 안내판이나 방송에 주의를 기울여야 한다.
| 플랫폼 | 노선          | 방향   | 행선지                                           | 비고                |
| 1 · 4  | ■ 닛포 본선   | 하행선 | 쓰루사키 · 사이키 · 미야자키 · 미야자키쿠코 방면 |                     |
| 1 · 4  | ■ 닛포 본선   | 상행선 | 벳푸 · 우사 · 나카쓰 · 고쿠라 · 하카타 방면      |                     |
| 1 · 4  | ■ 호히 본선   |        | 구마모토 · 히토요시 방면                         | 특급 규슈 횡단 특급 |
| 6 · 8  | ■ 규다이 본선 |        | 유후인 · 구루메 방면                             |                     |
| 6 · 8  | ■ 호히 본선   |        | 아소 · 구마모토 방면                             | 보통열차            |

- 열차 안내 방송 개시 때만 멜로디가 울린다. 도착 · 발착 시는 벨ㅇ다. 규슈 여객철도 재래선으로 멜로디가 도입되고 있는 역은 극히 드물다
- 4번 승강장에는 LED식의 승차 안내 위치표가 설치되어 있다.
- 고가 부분에는 엘리베이터 및 에스컬레이터가 설치되어 있다.

### 중앙 광장
북쪽의 중앙 광장은 맞이방, 승차권 자동 발매기, 발권 창구, 코인 락, 규슈 여객철도 여행 오이타 지점, 규슈 여객철도 오이타 지사가 있어, 또한 또다른 상업시설로서는, ATM코너, 음식점(투란도르, 롯데리아, 미스터 도넛 등), 키오스크, 인터넷 카페 등이 줄지어서 프리에스타 오이타 상점가가 형성되고 있다. 편의점인 훼미리마트도 있고, 드림 니치린의 장시간 정차 사이에 개찰이 개방되어, 승객이 이용하는 일이 생긴다.
북쪽 입구 앞 광장의 서쪽에는 오이타 역 앞 상점가가 있고, 이 상점가를 따라 오이타 버스에 주로 오이타 시내 노선의 노선 버스의 정류장이 있다. 한편, 동쪽에는 오이타 교통의 노선 버스 · 관광 버스나 오이타 공항행의 에어라이너의 정류소가 있다. 또한, 약 300m 진행되었던 오이타 버스 본사 앞 정류소는, 사실상 오이타 버스 최대의 터미널로, 오이타 시 중심부를 출발하는 전부의 고속 버스 · 일반 노선 버스가 승차할 수 있다.
북쪽 입구에는 규슈 여객철도 직영의 마르스 단말기가 설치되어 있다. 남쪽 입구에는 규슈 교통기획에 업무위탁되어 POS 단말기만 설치되어 있어, 발권 창구는 없다.

### 신 역사 빌딩
2012년 3월에 예정되어 있는 고가 완성 후, 현재의 역 빌딩 및 지상 승강장을 철거해, 철거 부지로 신 역사 빌딩을 세울 계획이다. 2013년 봄에 착공해, 2015년 봄에 준공 예정. 명칭은 아뮤 플라자와 JR 규슈 시티가 후보로 되고 있다.
신 역사 빌딩은, 지상 9층의 저층부와 동쪽의 지상 22층(높이 약 85m)의 타워부로 되어, 대지면적은 약 20,000m², 연 면적 약 113,600m², 점포면적은 31,000m². 1 - 4층이 상업 전문점이나 10개 스크린 정도의 시네마 콤플렉스, 5 - 9층이 주차장이 된다. 타워부의 9 - 19층은 호텔이 되어, 20 - 22층과 옥상에는 천연 온천 시설이 설치된다. 또한, 저층부의 7 - 9층에는 옥상정원이 설치되어, 철도 신사가 설치 된다.
현 역사 빌딩은 현재 보다 약간 남쪽으로 가깝게 이동해, 북쪽 입구 앞의 역 앞 광장은 규슈 최대가 된다. 역 앞 광장의 일부에는 2층에 있는 이벤트 스페이스를 설치할 계획이다.

### 그 외
부분 고가화 전은, 화물열차의 통과선, 기관차의 교체용 측선 등의 설비가 갖추어져 있었다. 예전에는 북쪽 입구의 동쪽에 화물 플랫폼이 존재했지만, 현재는 오이타시가 관할하는 주차장이 되었다. 남동부에는 구·호히 큐다이 철도 사업부 호히 큐다이 운송 센터의 철거 부지가 있었다. (구·일본국유철도 시대는 오이타 운전소로 있다) 이 차량기지는 오이타 역 고가화에 의해 마키역 근처의 오이타 철도 사업부 오이타 차량 센터의 접속지로 이전하여 통합되, 고가교도 만들었다. 또한, 정비장은 고가화에 수반해 이미 해체되었다. 이 정비장에는 키하 07형 동차가 보관되고 있지만, 2003년에 규슈 철도 기념관에 이설되었다.
야간 주박 체제가 설정되어, 1번 승강장에 885계가, 2번 승강장에 815계가, 사이키 근처의 유치선으로 415계가 각각 1개씩 유치된다.

## 이용 현황
하루 평균 승차 인원은 16,329명이다(2010년도). 이것은 규슈 여객 철도의 역 중에 4번째, 사철 등을 포함한 규슈의 역 중에는 13번째이다.

## 역 주변
북쪽 입구 주변은 오이타 시가지의 중심부로, 백화점 등의 상업 시설이나 오이타 현 등의 행정 기관이 줄지어 서, 상점가가 종횡으로 늘어져, 사람의 왕래도 많다. 그 한편은, 남쪽입구 주변에는 조용한 분위기의 거리 풍경이 퍼진다. 역의 남북으로 양상이 크게 다르지만, 3개의 철도 노선에 의해 시가의 남·북쪽이 완전히 분단되고 있기 때문이었지만, 역의 고가화와 병행해서 남쪽 입구 주변의 재개발도 진행되고 있다.

### 후나이추오 입구(북쪽 입구)
- 오이타 현청
- 오이타 시청
- 오이타 합동 청사
- 오이타 문화회관
- OASIS 히로바 21
- 아트 플라자
- 후나이성
- 와카쿠사 공원
- 후나이 아쿠아 파크
- 규슈 전력 오이타 지점 영업소
- NTT 서일본 오이타 영업소
- 도코모 큐슈 오이타 빌딩
- 미쓰이 스미토모 은행 오이타 지점
- 미쓰이 신탁은행 오이타 지점
- 후쿠오카 은행 오이타 지점
- 오이타 은행 본점
- 도키하 본점 및 회관

### 우에노노모리 입구(남쪽 입구)
- 오이타 시 미술관
- 오이타 신용금고 본점
- 오이타 토요 호텔

## 역사
오이타 역은 철도원 호슈 본선이 벳푸역부터 이 역까지 연신했던 것에 수반해 1911년에 개업했다. 오이타 시의 시제설행(같은 해 4월 1일)부터 정확히 7개월 후의 일이었다. 개업 당초는 호슈 본선의 종착역이었지만, 3년 후의 1914년에 호슈 본선은 고자키역까지 연신해, 중간역이 되었다. 또한 같은 날에 같은 철도의 이누카이 게이벤 선이 이 역부터 나카한다역까지 개통했기 때문에 이 선과 호슈 본선과의 접속역도 되었다.
1915년 10월 30일에는 오유 철도가 오이타시 역부터 오노야역까지를 개업했다. 오유 철도는 그 후 1922년 12월 1일에 국유화된 오유 선이 되어, 오이타시 역은 이 때 오이타 역에 통합되었다. 이것에 의해, 이 역은 국철의 호슈 본선 · 이누카이 선 (3개월 전의 1922년 9월 2일에 이누카이 게이벤 선으로 개칭) · 오유 선의 접속역이 되었다.
이 사이, 1918년에는, 외호 정지되었던 노면 전차의 호슈 전기 철도선(후의 오이타 교통 베쓰다이 선)이 오이타 역 앞까지 연신. 1972년의 폐선까지 역 앞보다 발착하고 있다.
1928년 12월 2일에는 다마라이역부터 미야지역까지의 개통에 의해 구마모토역부터 오이타 역까지 등도 포함해서 전체 개통해 호히 본선으로 개칭되었다. 1932년 12월 6일에는 오스미오카와라역부터 기리시마진구역까지의 개통에 의해 고쿠라역부터 오이타 경유 가고시마역까지가 호슈 본선 등을 포함해 전체 개통해 닛포 본선이 되었다. 그리고 1934년 11월 15일에는 히타역부터 아마가세역까지의 개통에 의해 오유 선도 포함해서 구루메역부터 오이타 역까지가 전체 개통했기 때문에 규다이 선이 되었다. 규다이 선은 1937년 6월 27일에는 규다이 본선으로 개칭되어, 오이타 역은 현재와 같이 닛포 본선 · 호히 본선 · 규다이 본선의 접속역이 되었다.
제2차 세계대전 당시, 오이타 시가는 두 세번에 걸친 공습을 받았다. 1945년 4월 21일에는 오이타 역 기관고가 피탄. 같은 해 7월 16일의 오이타 공습에서는 중심부의 2,358호가 소실해, 오이타 역부터 바다가 보였다고 전해졌다.
전후는 1958년에 역사를 신설하고 있다. 이 역사는, 몇 번에 걸쳐 개장을 되풀이 하면서 현재도 사용하고 있다. 오래전부터 역 앞의 큰 녹나무가 상징적인 역이었지만, 구내의 확장 공사에 수반해 이 녹나무는 1964년 8월에 벌채되어 있다. 시가지의 확대에 수반해, 역 양쪽에 시가지를 역과 선로가 분단하고 있는 일이 문제가 되어, 1980년 10월에 역을 횡단하는 지하도가 완성하고 있다. 다만, 이 지하도는 중앙광장 내에 있어, 무료로 들어갈 수가 없다.
1987년에 일본국유철도 분할 민영화에 수반해 규슈 여객철도의 역이 되어 현재도 이르고 있다.

### 연표
- 1911년 11월 1일 : 일본국유철도(당시는 철도원)의 역으로서, 호슈 본선 (현재의 닛포 본선) 벳푸 - 오이타 간의 개통 시에 개업.
- 1912년 : 오이타 기관고 설치.
- 1914년 4월 1일 : 호슈 본선이 고자키 역까지 개통. 동시에, 이누카이 게이벤 선(현재의 호히 본선)이 이누카이역까지 개통.
- 1915년 10월 30일 : 오유 철도의 오이타시 역이 개업해, 같은 철도선 오이타시 역 - 오노야 역 간이 개통.
- 1916년 : 이등역이 된다.
- 1922년 12월 1일 : 오유 철도가 국유화, 오유 선 (후의 규다이 본선)이 된다. 오이타시 역을 오이타 역으로 통합.
- 1937년 : 일등역이 된다.
- 1945년 4월 21일 : 오이타 대공습으로 인해 역 서점 구내 화재 전소.
- 1958년 4월 : 신 역사 완성.
- 1961년 : 0번 선을 증설.
- 1964년 8월 : 구내의 확장 공사에 수반해, 역 앞의 녹나무가 벌채되었다.
- 1965년 10월 : 발권 창구 개설.
- 1972년 4월 : 여행 센터 개설.
- 1975년 10월 : 역 개량을 실시.
- 1980년 10월 : 지하도 공사가 완성.
- 1984년 2월 1일 : 차급 화물의 취급이 폐지.
- 1986년 11월 1일 : 하물의 취급을 폐지.
- 1987년 3월 : 역사를 개장.
- 1987년 4월 1일 : 일본국유철도 분할 민영화에 의해 규슈 여객철도가 승계.
- 2008년 8월 24일 : 호히 · 규다이 본선 부분의 고가화에 의해, 이 선의 새 승강장이 운용을 개시. 이 선 지상 승강장과 건설용지로 필요로 하는 구 · 6번 선 (5번 승강장), 7번 선, 8번 선이 운용종료. 남쪽 입구 신 역사 완성.
- 2011년 11월 1일 : 개업 100주년을 맞이한다.
- 2012년 3월 17일 : 닛포 본선 고가화 완료로 고가화 공사 완공.

## 인접 역
| 닛포 본선              | 닛포 본선     | 닛포 본선              |
| ---------------------- | ------------- | ---------------------- |
| 니시오이타 고쿠라 방면 | ■ 닛포 본선   | 마키 가고시마추오 방면 |
| 규다이 본선            |               |                        |
| 후루고 구루메 방면     | ■ 규다이 본선 | 시·종착역              |
| 호히 본선              |               |                        |
| 다키오 구마모토 방면   | ■ 호히 본선   | 시·종착역              |